# Sveinn Ólafsson
Sveinn Ólafsson (født 11. februar 1863 i Mjóafjörður, død 20. juli 1949 smst.) var en islandsk bonde, lærer og politiker, der var medlem af Altinget for Suður-Múlasýsla fra 1916 til 1933. Han var en af stifterne af Fremskridtspartiet i 1916, og var dets gruppeformand og leder 1920-22.
Sveinn blev født på gården Fjörður i Mjóafjörður. Han var på folkehøjskole i Vanheim og Aulestad i Norge 1881-82 og tog realeksamen fra Möðruvellir skole i 1884, hvorefter han blev lærer i hjembygden Mjóafjörður. I 1885-86 videreuddannede han sig ved Københavns Seminarium og vendte tilbage til sin lærerstilling i 1886–87. Allerede året efter overtog han gården Asknesi i Mjóafjörður og drev den frem til 1899. Fra 1899-1901 var Sveinn handelsbestyrer i Borgarfjörður eystra, men overtog derefter sine forældres gård, hvor han boede frem til sin død. I 1911–1913 var han tillige igen lærer ved skolen i Mjóafjörður.
Sveinn sad i amtsrådet for Suður-Múlasýsla i årene op til amternes nedlæggelse i 1907. I 1916 blev han valgt til Altinget og tilsluttede sig Uafhængige bønder, partiet gik kort efter sammen med Bondepartiet og dannede Fremskridtspartiet.
Han var næstformand for det samlede Alting 1920-23.